# HMS Norrköping (1858)
HMS Norrköping var en fregat i den svenske flåde. Hun blev bygget på Karlskronavarvet og var flådens sidste fregat. Hun havde en sejlflade på 1661 m². 1866 blev hun ombygget til korvet. Fra 1902 anvendtes hun som kaserneskib. Efter udrangeringen 1936 blev hun solgt i 1939 og ophugget i Torekov i Skåne.